# Список высших учебных заведений Кировской области
В список высших учебных заведений Кировской области включены образовательные учреждения высшего и высшего профессионального образования, находящиеся на территории Кировской области и имеющие действующую лицензию на образовательную деятельность. Список вузов приведён в соответствии с данными сводного реестра лицензий, в список филиалов включены организации, участвовавшие в мониторинге Министерства образования и науки Российской Федерации 2016 года. По состоянию на 16 августа 2016 года в Кировской области действующую лицензию имели 5 вузов и 6 филиалов.
Филиалы вузов, головные организации которых находятся в иных субъектах федерации, сгруппированы в отдельном списке. Порядок следования элементов списка — алфавитный.

## Список высших образовательных учреждений
| Название                                              | Категория         | Статус      | Год основания | Месторасположение | Число студентов |
| ----------------------------------------------------- | ----------------- | ----------- | ------------- | ----------------- | --------------- |
| Вятская государственная сельскохозяйственная академия | государственный   | академия    | 1930          | Киров             | 4571            |
| Вятский государственный университет                   | государственный   | университет | 1962          | Киров             |                 |
| Вятский социально-экономический институт              | негосударственный | институт    | 1993          | Киров             | 1125            |
| Кировский государственный медицинский университет     | государственный   | университет | 1987          | Киров             | 2826            |
| Кировский институт иностранных языков                 | негосударственный | институт    | 1998          | Киров             | 23              |

## Список филиалов высших образовательных учреждений
| Название                                                                               | Категория         | Статус      | Год основания | Месторасположение | Месторасположение головной организации | Число студентов |
| -------------------------------------------------------------------------------------- | ----------------- | ----------- | ------------- | ----------------- | -------------------------------------- | --------------- |
| Волго-Вятский институт (филиал Московского государственного юридического университета) | государственный   | институт    | 1971          | Киров             | Москва                                 | 1398            |
| Кировский институт (филиал Московского гуманитарно-экономического университета)        | негосударственный | институт    | 1996          | Киров             | Москва                                 | 1180            |
| Кировский филиал Московского финансово-юридического университета                       | негосударственный | университет | 1998          | Киров             | Москва                                 | 932             |
| Кировский филиал Российской академии народного хозяйства и государственной службы      | государственный   | академия    | 2004          | Киров             | Москва                                 | 878             |
| Кировский филиал Санкт-Петербургского гуманитарного университета профсоюзов            | негосударственный | университет | 2002          | Киров             | Санкт-Петербург                        | 152             |
| Филиал в Вятских Полянах Вятского государственного университета                        | государственный   | университет | 1999          | Вятские Поляны    | Киров                                  | 85              |